# Algeciras (1808)
El L'Algésiras o Algeçiras, renombrado tras ser capturado en 1808 por los españoles como Algeciras, era un navío de línea francés, botado en 1804. Estaba armado con 74 cañones nominales y había sido construido por Louis Crucy en Lorient. Según los estándares británicos, el buque quedaba categorizado como navío de tercera clase, aunque de origen era un Premier Rang.

## Construcción
Se construyó siguiendo el proyecto de la clase Téméraire, siendo en total 107 navíos de la misma clase que se construyeron entre 1782 y 1813 para la Armada Francesa y perteneciente a la subclase Duquesne, que constaba de 46 navíos.
Recibió su nombre en conmemoración a la Batalla de Algeciras, librada en la Bahía de Algeciras el 7 de julio de 1801 y que enfrentó a una flota británica contra una francesa fondeada en las costas de la ciudad de Algeciras. Ante el comienzo de las hostilidades por parte de los navíos británicos, los barcos franceses, comandados por el almirante Linois, optaron por replegarse hacia la playa con la intención de asegurarse la cobertura de las baterías de costa del fuerte de Santiago. La batalla terminó con la derrota británica gracias a la actuación de los artilleros y marinería de Algeciras.
A su entrega contaba con 28 cañones de 36 libras en su primera batería, 30 cañones de 24 libras en la segunda batería y 16 cañones de 8 libras más 4 carronadas de 36 libras, repartidas entre los castillos de proa y popa. Se convirtió en el primero de los tres buques de la marina francesa en portar dicho nombre.
El L'Algésiras desplazaba 2900 toneladas; sus medidas eran 55,87 m de eslora, 14,90 m de manga y 7,26 m de puntal. Tras la captura por los españoles en 1808 se elevó su armamento a 80 cañones, conservando el armamento de las cubiertas, pero cambiando a 12 cañones de 8 libras en castillo de popa y 4 de ocho libras en el alcázar. Cuatro obuses adicionales de 36 libras se montaron en ubicación por determinar.

## Historial
En 1805 se unió a la flota del vicealmirante Villeneuve para navegar hacia las Antillas junto con el navío Aigle.

### Trafalgar
El L'Algésiras fue uno de los buques de la armada francesa que participó en la Batalla de Trafalgar del 21 de octubre de 1805, insignia del Contraalmirante Charles René Magon de Médine, muerto en combate y comandado por el Capitán Guillaume Botherel de la Bretonnière.
Entabló combate contra el navío HMS Tonnant y realizó un intento fallido de abordaje contra éste, que fue repelido. Finalmente se entregaría a dicho navío sobre las 14:30 horas. Sin embargo, conseguiría ser represado al día siguiente, al rebelarse la tripulación francesa, siendo conducido a Cádiz.

### Guerra de la Independencia Española
En 1808, al comenzar la guerra de la Independencia Española se encontraba amarrado en el puerto de Cádiz, formando parte de la flota francesa del Almirante Rosily. Fue capturado junto con Héros, Plutón, Argonaute y Neptune, más una fragata de nueva construcción, para pasar a la Armada Española manteniendo el nombre original españolizado.
En mayo de 1810 arribaron a la Península los navíos Asia y Algeciras, procedentes de Veracruz, con un cargamento de 4000 fusiles británicos y diversos caudales. En julio se determinó que el Algeciras quedase estacionado en Cádiz, estando disponible para su uso para transportes y viajes a Indias [sic], etc.
Sin embargo, ese mismo mes de 1810 llevó prisioneros de guerra franceses al Reino Unido. Se aprovechó la circunstancia para ser carenado en Portsmouth en marzo de 1811 y regresando a Cádiz el 3 de abril de ese año.
En noviembre de 1811 parte de La Coruña bajo el mando del brigadier Gastón junto con el navío Miño y la fragata Venganza para transportar tropas de tierra y diverso armamento a Veracruz, arribando el 16 de enero de 1812, llegando dos días más tarde que el Miño. En total trasportaron ambos buques cerca de 1000 hombres para combatir la insurrección en México.
En 1813 fue carenado en el Arsenal de La Habana, quedando apto para el servicio el 4 de junio de ese año, volviendo a ostentar el mando del buque el brigadier Miguel María Gastón de Iriarte y Navarrete. El día 13 zarpó de La Habana junto con el Asia, arribando a Cádiz el 17 de mayo, finalizando su comisión en el buque el brigadier Gastón el 2 de junio en lo que sería el último viaje transcontinental del buque. En 1818 se fue a pique en el Arsenal de La Carraca, tras años de falta de mantenimiento. Pudo ser reflotado, pero su reparación cesó en 1820 ya iniciado un proceso de canibalización. En 1821, pese a su mal estado y ante la necesidad imperiosa de buques, se pensó en utilizarlo en el Pacífico junto con los navíos San Julián, San Pablo y la fragata Santa Casilda, pero el largo trayecto desaconsejó tamaña aventura.
Sería abandonado y dado de baja finalmente en 1826 por falta de carena, siendo rus restos echados a pique en 1829.